# Ballina
Ballina (forma anglicizzata; /ˌbælɪˈnɑː/) o Béal an Atha (in irlandese, lett. "foce del guado") è una città d'Irlanda, nella contea di Mayo, nella Repubblica d'Irlanda.
È stata per una decina di anni, negli anni novanta, anche il centro più popolato della contea, ma dal 2002 è stata nuovamente sorpassata da Castlebar.
È situata sul fiume Moy, a pochissima distanza dalla foce di questo nella baia di Killala, sormontata dai monti Ox ad est e dai monti Nephin Bag ad ovest, nella parte settentrionale della contea.
La cittadina è capolinea di una linea ferroviaria che la collega a Dublino e Castlebar.

## Storia

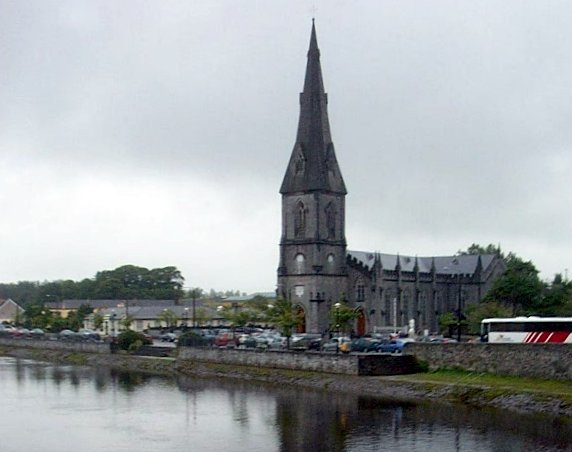
Cattedrale di San Muredach: la suggestiva cattedrale di Ballina, a ridosso della sponda occidentale del Moy, immagine tipica della cittadina

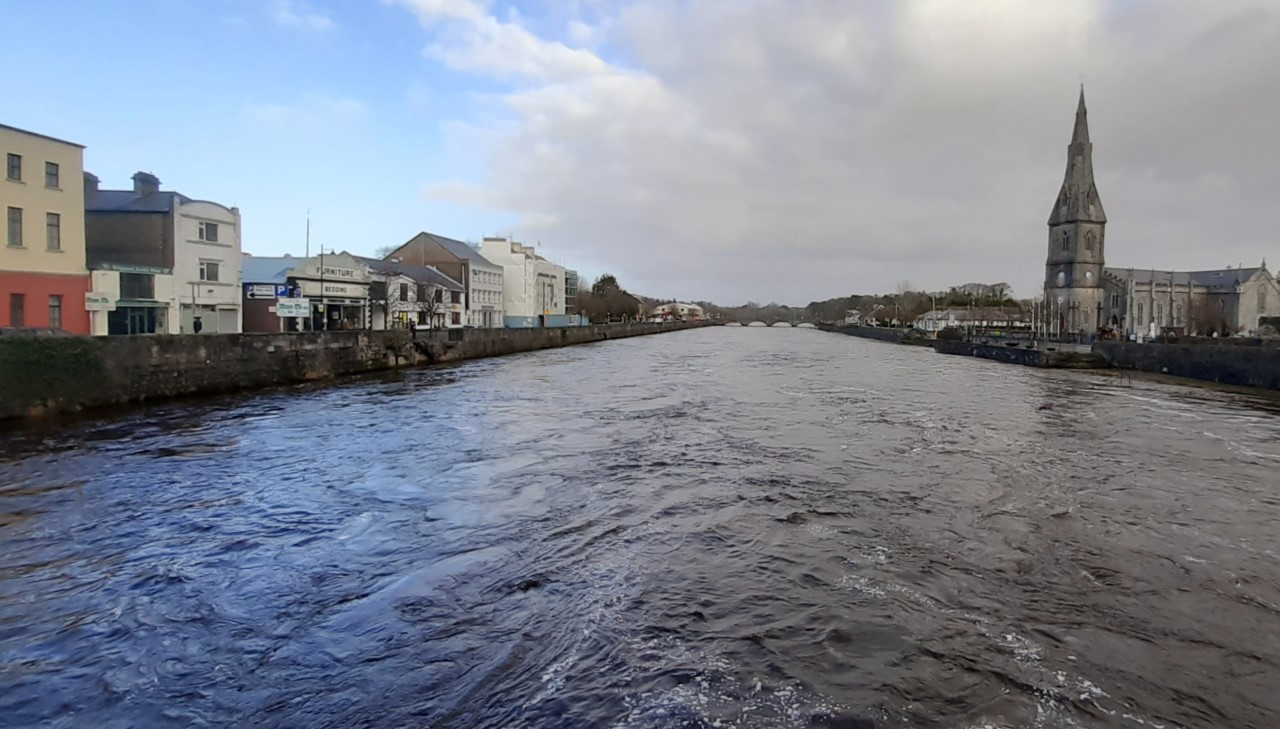
Il fiume Moy, con la cattedrale di San Muredach.

Mentre l'attuale Ballina fu fondata ufficialmente nel 1729 da Lord Tyrawley O'Hara, Belleek, ora parte della cittadina, anticipa la fondazione del centro e può essere datata intorno al XV o primo XVI secolo, sebbene ciò che ora è chiamato Belleek Castle fu costruito nel 1831. Dietro la cittadina, la moderna cattedrale cattolica è costruita sui resti di un'abbazia agostiniana del 1375.
La tenuta Belleek una volta comprendeva terre dal Moy all'attuale Killala Road, tra cui parte anche dell'‘Old French Road’ su cui marciò il generale Humbert da Killala, oltre che la parte posteriore della Killala Road-Belleek area, dove era situato un serbatoio, presumibilmente distrutto per la costruzione dell'industria della Coca-Cola ‘Ballina Beverages’; l'‘Old French Road’ è ora chiusa in quel punto, creando una deviazione e indicando un tratto dove Humbert in realtà non marciò.
Fatto curioso è che da non molto tempo Ballina ha i confini attuali. Parte di ciò che è oggi Ballina, un tempo era parte della contea di Sligo, essendo considerato il fiume Moy confine principale fra le due contee: Ardnaree e Crockets Town (the Quay) erano quindi precedentemente in un'altra contea.
Ballina, è il paese di origine di Joe Biden nuovo presidente degli USA

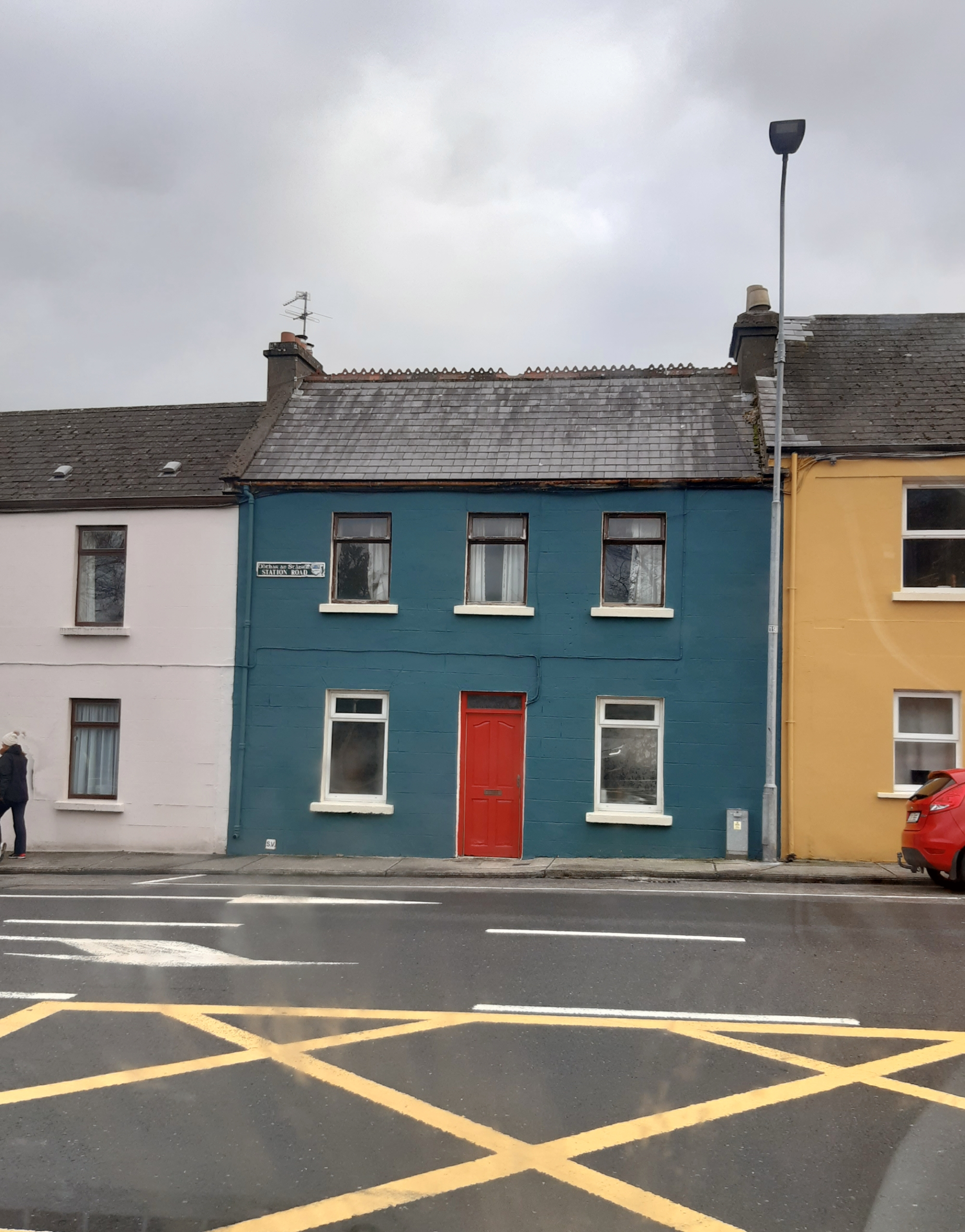
Case irlandesi tipiche e colorate

## Cultura

### Turismo

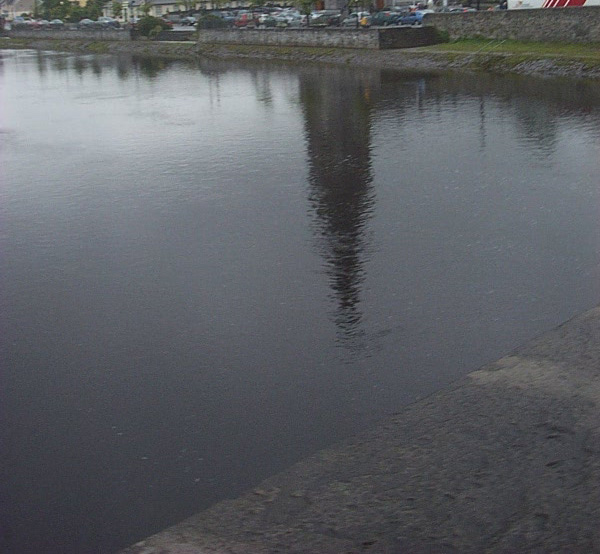
Ridge Pool
Il punto del Moy, proprio nel cuore della cittadina, ideale per la pesca del salmone

Situata sulla suggestiva foce del fiume Moy, Ballina è vicinissima all'Oceano Atlantico, e questa posizione favorisce la pesca del salmone: il Ridge Pool, posto ideale per pescare il pregiato pesce, è nel cuore della cittadina e attira moltissimi amanti della pesca.
Nell'ultima settimana di luglio Ballina è protagonista di uno dei festival più importanti di tutta la nazione, il Salmon Festival, che si conclude con un grande spettacolo pirotecnico. Gli alberghi e i B&B sono numerosi e ben attrezzati per i turisti che arrivano da tutto il mondo. 

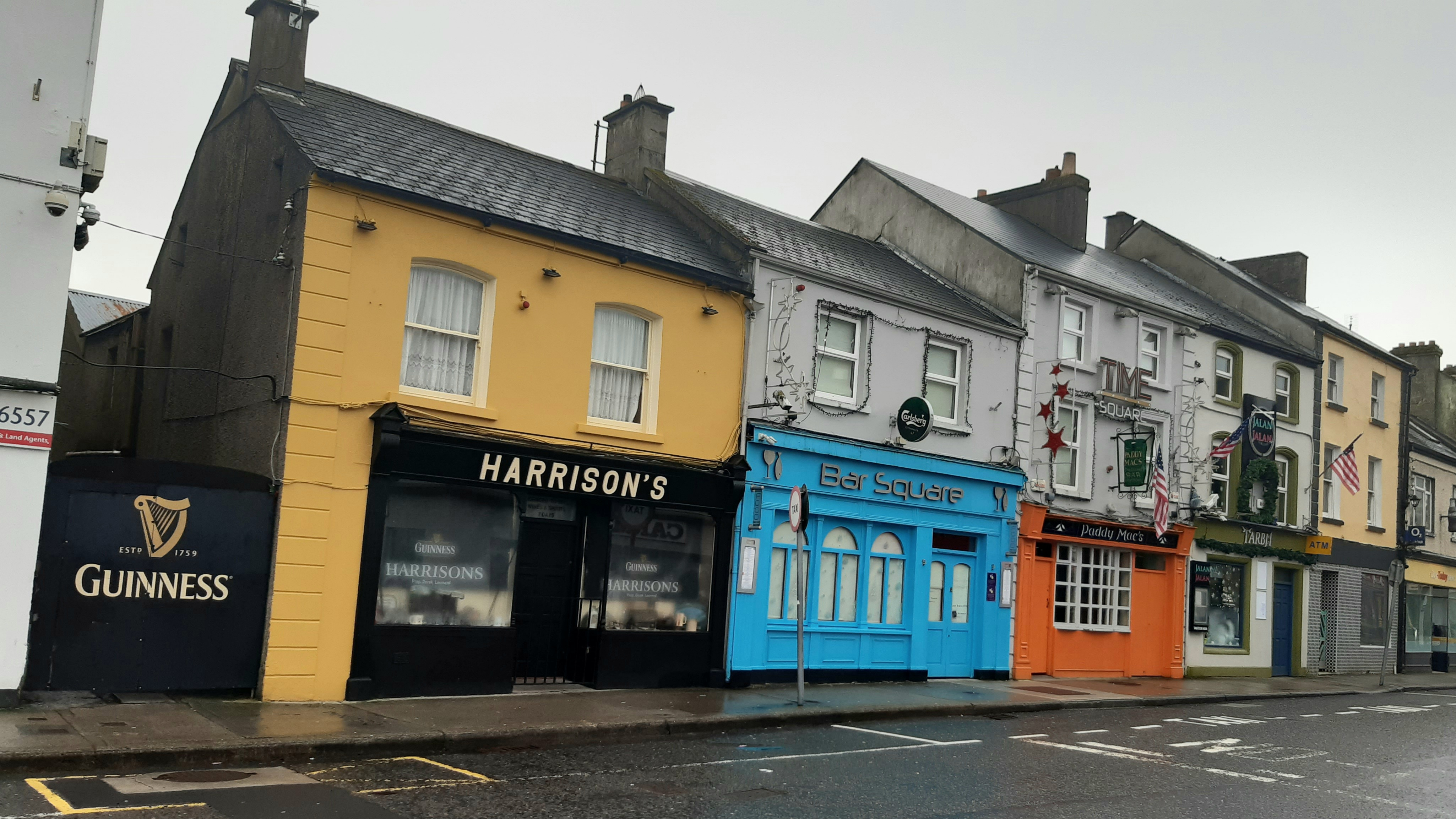
Market Square

Il centro storico tradizionale e pittoresco, il museo del collezionista irlandese Jackie Clarke, la vita notturna e dimore storiche come Mount Falcon e Belleek Castle sono alcune delle attrazioni turistiche di Ballina. 

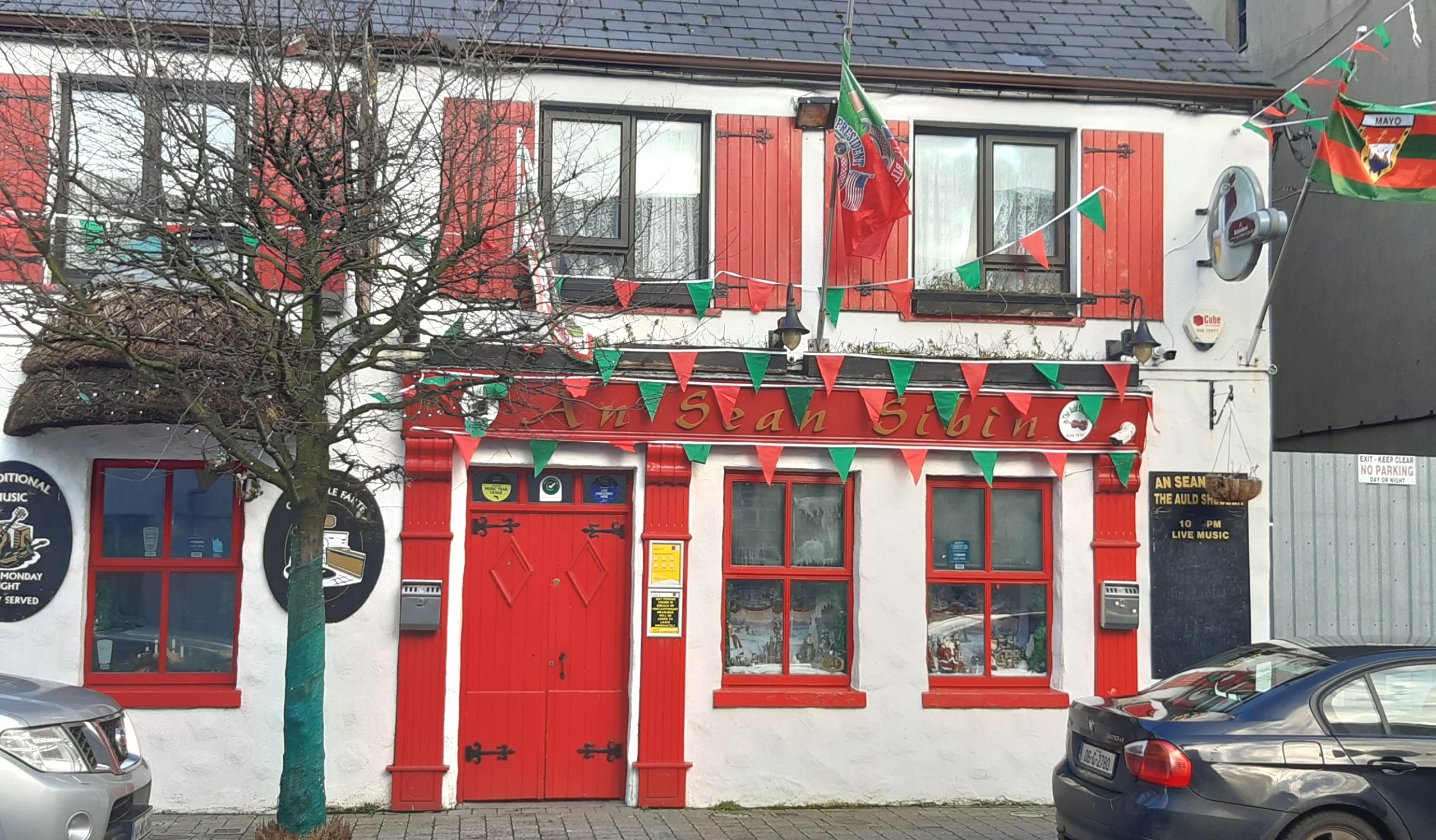
Pub Tradizionale a Ballina

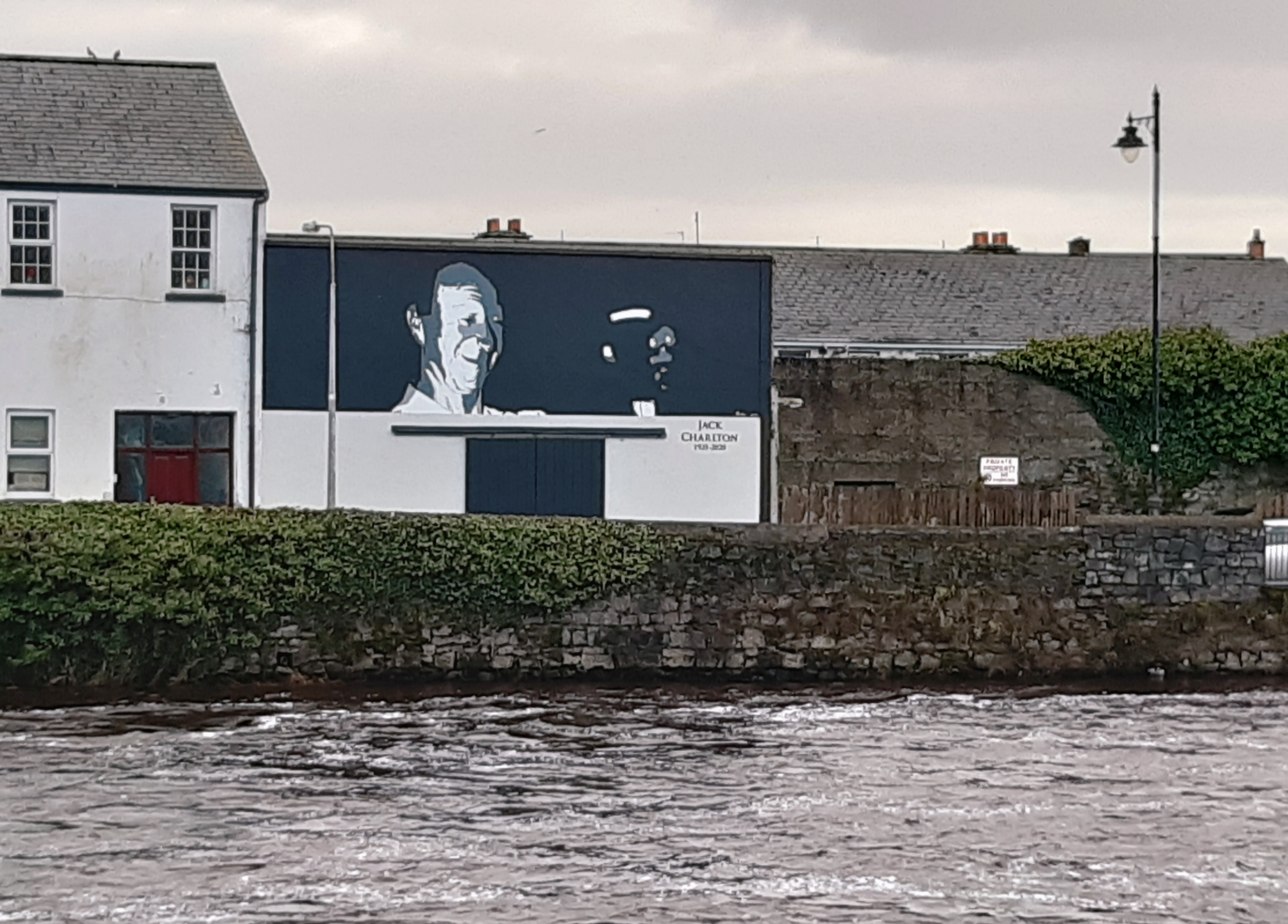
Murale sul fiume Moy

### Architettura

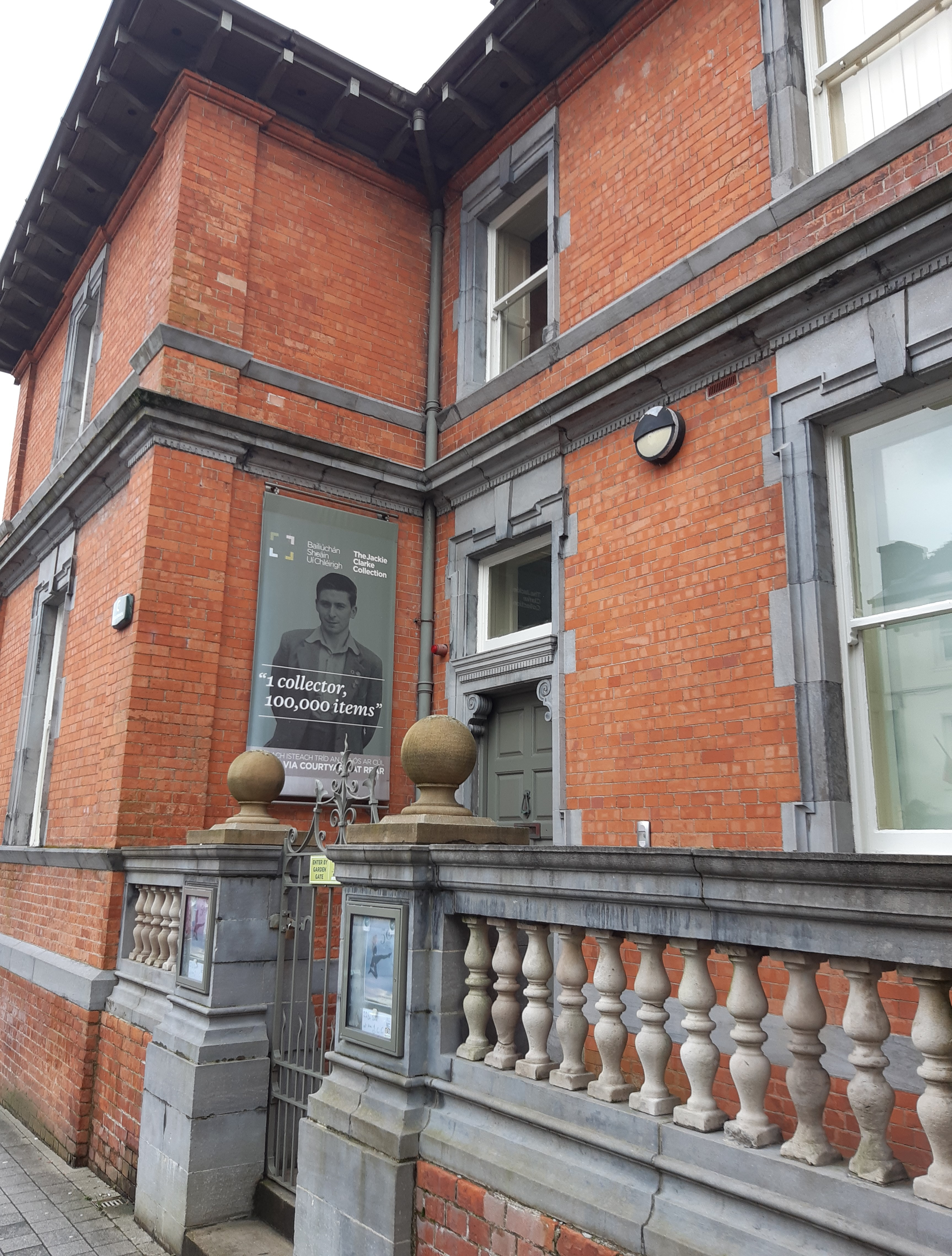
Museo Jackie Clarke

Ballina presenta anche alcuni edifici interessanti, come l'abbazia di Rosserk del XV secolo e la cattedrale di San Muredach, che si affaccia sulle sponde del fiume Moy ed è l'edificio cui ha sede la diocesi di Killala, la cui costruzione fu incominciata nel 1827 e completata con l'aggiunta del campanile nel 1855, durante la Grande carestia. L'organo conservato all'interno è stato installato nel 1875. Collegata, almeno per il nome, alla cattedrale, è l'unica scuola secondaria cittadina esclusivamente maschile, il St. Muredach's College, che festeggia il centenario dalla fondazione nel settembre 2006.
A metà strada fra Ballina e Killala, inoltre, è situata la celebre Moyne Abbey, sulla parte occidentale della foce del Moy.
Appena fuori dal centro invece viene conservato in un sito archeologico vicinissimo alla stazione, un dolmen di circa 4.000 anni fa.
Il centro cittadino si ritiene abbia mantenuto l'aspetto storico, evitando il degrado dell'eccessiva modernizzazione visibile in molte altre città irlandesi - secondo Ireland.com, sito internet del quotidiano nazionale irlandese Irish Times, “molti dei negozi e pub hanno mantenuto il loro stile Vittoriano ed Edoardiano”. Negli anni recenti, a marcare questo tentativo conservatore, il consiglio cittadino ha introdotto un piano regolatore per le facciate dei negozi.

La maggioranza delle abitazioni di Ballina è costituita da villini privati; le aree verdi, le strade e i sentieri vengono gestiti dall'autorità locale. In anni recenti, le proprietà sempre più numerose hanno espanso notevolmente le dimensioni della città, anche scavalcando i nuovi confini moderni.
A parte ciò, sono in netta crescita anche gli appartamenti, come ad esempio i Ridgepool Apartments, situati nello stesso edificio del Ridge Pool Hotel sulla sponda del Moy. Appartamenti di vario tipo sono stati costruiti o ristrutturati anche nel centro della città.

### Comunicazioni
La principale rete telefonica è gestita da Eir, e BT Ireland. Ballina è una delle città fornita di MAN (Metropolitan Area Network), i condotti e la fibra ottica sono già installati nel luogo e disponibili, ma privi di connessione ISP. I MAN vengono costruiti per il Dipartimento del Ministero delle Comunicazioni irlandese, verranno utilizzati da un operatore privato ma sempre gestiti dalle autorità governative.
Il Wireless Broadband è fornita dalla WestNet.ie, da una stazione radio ridondante, terminando con una fibra ottica connessa all'Irelands INEX.

### Sport
Ballina Stephenites, è il club locale della Gaelic Athletic Association. Il campo da gioco ha lo stesso nome. Nel 2005, la squadra ha vinto la "All-Ireland Senior Club Football Championship" per la prima volta.
Il Ballina Town FC e il Ballina United sono le due squadre di calcio, entrambe di livello dilettantistico.
Nel basket, i Merry Monk Ballina rappresentando la città nella Ireland's Mens ‘Superleague’.

## Economia
La Coca Cola, sotto il nome Ballina Beverages, ha uno stabilimento sulla strada per Killala. Nel 2005, la compagnia ha oltretutto espanso il suo vasto edificio, caratterizzato da una colorazione azzurra ben visibile anche dal centro, rimasto sempre uguale in altezza e lunghezza, ma ben più largo verso la strada. Nel gennaio del 2000 l'impianto ha prodotto il suo primo carico commerciale di Coca Cola. L'azienda lavora nel settore commerciale come ‘the Ballina Beverages Sponsorship Team’, e, secondo quanto riportato dal Western People, sponsorizza circa 100 ‘eventi locali’ annualmente, oltre che 25.000 euro nel solo 2005 in 5 occasioni per scopi di beneficenza.
I Charles River Laboratories gestiscono laboratori per esperimenti animali (chiamati localmente ‘the rat labs’), nell'area di Carrentrila, sulla vecchia Foxford Road. Hanno anche altre sedi in un'altra zona settentrionale del Mayo.

## Infrastrutture e trasporti

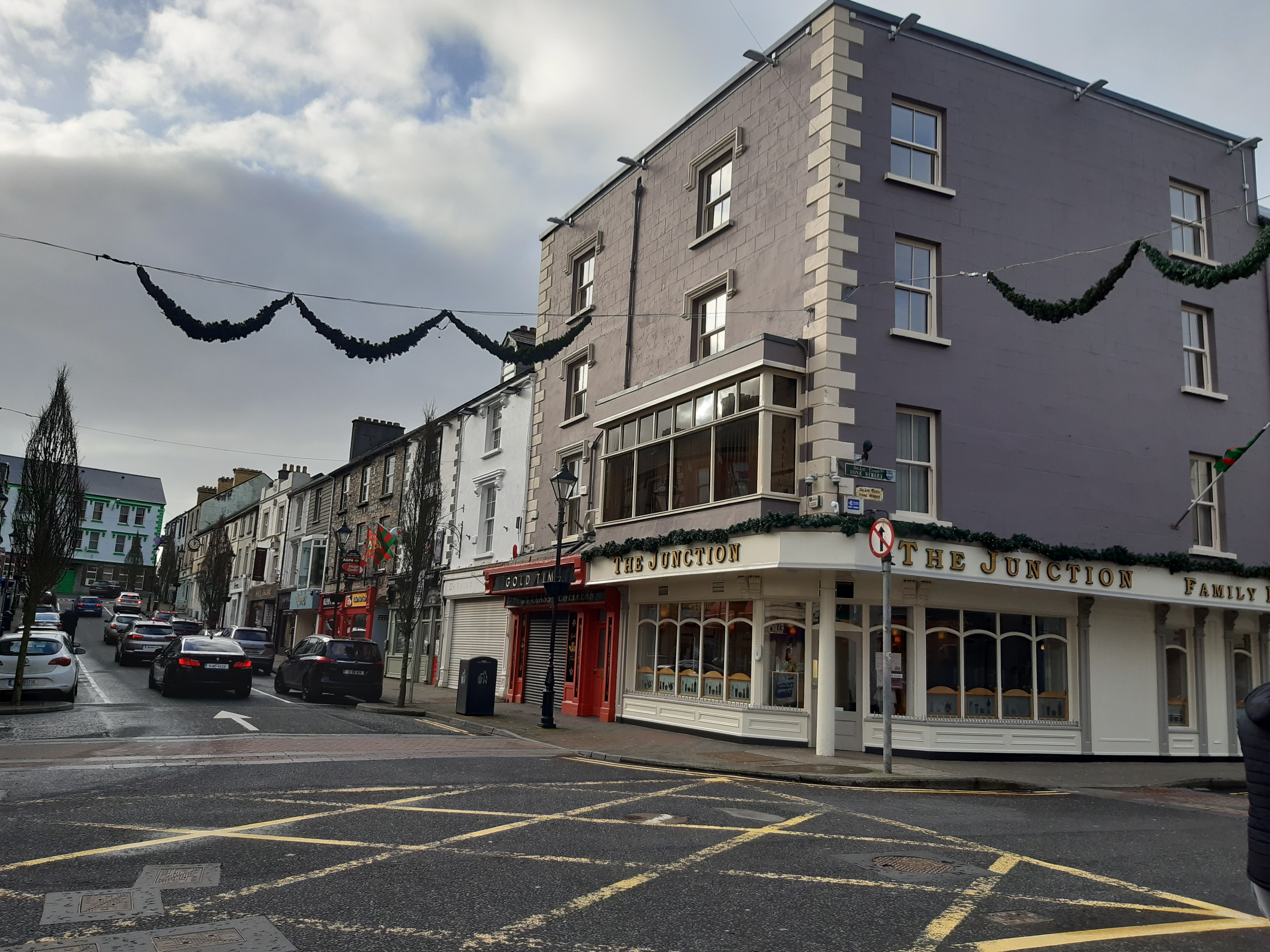
Ballina
Vita quotidiana nel centro cittadino della cittadina irlandese

Il trasporto pubblico cittadino è per gran parte limitato ai taxi, molto numerosi sebbene siano stati negli ultimi anni uniti sotto una stessa organizzazione a seguito delle lamentele di molti residenti infastiditi dal rumore del traffico e dalla mancanza di parcheggi.
La N26 è la principale strada per Dublino, lasciando la città verso sud per attraversare Foxford, e agganciare la ben più importante N5 a Swinford. La N59, proveniente da Belmullet  e Crossmolina ad ovest, attraversa la città e si inoltra nella contea di Sligo per dirigersi verso Sligo e il nord-est. La R314, assai meno agevole, collega Ballina a Killala, e in seguito Ballycastle. La R294 raggiunge la parte meridionale della Contea di Sligo attraverso il Windy Gap nei monti Ox: questa viene usata da alcuni per raggiungere Dublino, attraverso Tubbercurry e Boyle (soprattutto quando il Mayo partecipa alla GAA All Ireland Final, e le altre strade sono affollatissime di tifosi che si dirigono verso la capitale).
Esiste un progetto di un raccordo circolare intorno alla città, ma è da parecchi anni che non trova riscontro pratico. Un piccolo tratto della N26 alle porte del centro per Foxford è di recente rimodernamento. Una strada rialzata interna, completata nel dicembre 2005, collega la Killala Road (R314) e la Crossmolina Road (N59) - passa attraverso la tenuta di ‘Rockville’ sulla prima strada citata e si aggancia alle altre strada alla chiesa di San Patrizio. Una sezione della N59 sul confine con la contea di Sligo è stato recentemente migliorato.
La Ballina Bus Station è una dei principali depositi Irlanda della Bus Éireann, mentre la stazione ferroviaria fa da capolinea a una delle tratte da Dublino. Storicamente la linea ferroviaria continuava a Killala, oggi non più, anche perché la linea moderna altro non è che uno scalo derivato dalla linea principale Dublino-Westport: i passeggeri devono scendere alla 'Manulla Junction' e prendere un vecchio intercity che si ferma solo a Foxford.
L'Ireland West Airport Knock (Knock Airport, NOC) è a circa 40 minuti, a 50 km da Ballina. Bus Eireann mette oggi a disposizione un servizio navetta con cinque corse giornaliere circa da Charlestown all'aeroporto. Lo Sligo Airport è invece a 45 minuti da Ballina.

## Politica
Ballina è governata localmente dal 'Ballina Urban District Council'(Ballina UDC); il livello successivo e più generale è il Mayo County Council. I Consiglieri sono eletti direttamente in città in entrambi i casi. Gli uffici del consiglio della cittadina si affiancano alle sezioni distaccate di quello della contea, inclusa la locale Motor Tax Office.
Altre elezioni si tengono nella cittadina per l'elezione a livello di contee dei rappresentanti del Dáil Éireann, oltre che per gli Europarlamentari a livello regionale.

## Media
Il Western People è il principale quotidiano della zona e ha sede a Ballina, recentemente anche stampato e divulgato in città, è gestito dalla Thomas Crosbie Holdings di Cork. Il Connaught Telegraph, pubblicato a Castlebar e, per intenti minori, il Mayo News pubblicato a Westport, riportano spesso notizie di Ballina. Mid West Radio è l'emittente regionale della zona ed ha un ufficio in città.

## Amministrazione

### Gemellaggi
- Ballina
- Pittsfield (Massachusetts)